# دیوداتو
دیوداتو (به انگلیسی: Diodato) با نام کامل آنتونیو دیوداتو (به انگلیسی: Antonio Diodato) (زاده ۳۰ اوت ۱۹۸۱) خواننده ایتالیایی است.
او نماینده ایتالیا در یوروویژن ۲۰۲۰ بود ولی این مسابقات به دلیل دنیاگیری کووید-۱۹ برگزار نشد.